# Бодиско
Бодиско — древний европейский дворянский род.
Прослеживается с XII века.

## Происхождение и история рода
Представитель пятого поколения голландских Бодиско, Генрих-Андрей (1660—1741), родился в Амстердаме и прибыл в Россию вместе с сыном Яковом (1689—1731). Позднее (1698), к ним присоединились сын Ян и дочь Мария с мужем Францем фон Дортом, компаньоном Генриха-Андрея. Они основали в Архангельске коммерческое дело по поставке в Россию «вооружения, плавательных средств и разного военного оснащения». Дружба с Брантом, «русским резидентом в Амстердаме и личным другом Петра Великого, способствовала приобретению первостепенного, доверенного положения у русских властей».

## Известные представители
- Андреян-Генрих Бодиско (1722—1774, Петербург) — архитектор, потомственный ревельский дворянин, внук Генриха Андрея. Родоначальник русской ветви рода. Жена — Анна Барбара Золикоффер.
  - Яков-Леонард Бодиско, Яков Андреевич (1748—1823) — статский советник, служил по Министерству иностранных дел. Председатель палаты гражданского суда и предводитель дворянства Орловской губернии. Жена — княжна Репнина.
  - Андрей-Генрих-Мориц Бодиско, Андрей Андреевич (30.5.1753 — 22.8.1819) — директор Московского ассигнационного банка, тульский и орловский помещик. Жена — баронесса Юлия-Анна-Мария (Анна Ивановна) Горгона де Сент-Поль. 5.2.1803 жалован с братом Яковом дипломом на потомственное дворянское достоинство. Третий брат, Николай, в дипломе не упомянут[3].
    - Александр Андреевич Бодиско (1786 — 11.2.1854) — российский государственный деятель, дипломат, тайный советник.
      - Владимир Александрович Бодиско (1820—1878) — в 1860—70-е секретарь русской миссии в Вашингтоне, участвовал в подготовке и подписании договора о продаже Русской Америки. С 1858 года — генеральный консул России в США. Жена — баронесса Анна Катарина фон Дольст.

    - Яков Андреевич Бодиско (9.10.1794 — 31.3.1876) — генерал-майор, в 1855 году — начальник гарнизона казармы в Аландском архипелаге, комендант крепости Бомарсунд. С 1854 года состоял при артиллерии. Участник кампаний 1813—1814 годов.
    - Шарлотта Андреевна Бодиско (4.11.1795 — после 1878) — замужем за директором коммерческого банка бароном П. И. Дольст.
    - Борис Андреевич Бодиско (1800 — 28.5.1828) — лейтенант Гвардейского экипажа, воспитывался в Морском корпусе. За участие в восстании декабристов был лишён прав и разжалован в матросы. В 1826 году отправлен на Кавказ. Определён рядовым в Тифлисский пехотный полк. В 1828 году произведён в унтер-офицеры. 28.5.1828 убит на Кавказе во время похода против горцев.
    - Михаил Андреевич Бодиско (5.3.1803 — 28.6.1867) — мичман Гвардейского экипажа, воспитывался в Морском корпусе. В 1823 году был назначен адъютантом морского министра. За участие в восстании декабристов приговорён к крепостным работам на 5 лет; в 1826 году отправлен в Бобруйск; в 1831 году определён рядовым; в 1833 произведён в унтер-офицеры; в 1838 уволен со службы в чине прапорщика; служил в гражданской службе. В 1855 году разрешён приезд в Петербург с учреждением секретного надзора. Умер в своём имении при селе Богородицком-Жадоме Тульской губернии и там же погребён[3].
      -  Дмитрий Михайлович Бодиско (1851—1920) — чиновник по особым поручениям Главного управления землеустройства и земледелия Министерства государственных имуществ, действительный статский советник. По образованию — агроном. Член редакционной комиссии Книги русской скорби[4]. В отставке с 1915 года. В 1920 году был арестован, принял яд в тюрьме[5].
        - Сергей Дмитриевич Бодиско (14.1.1882, с. Воронцы Елецкого уезда — 31.3.1904, Порт-Артур) — морской офицер. Окончил морской кадетский корпус, произведён в мичманы (6.5.1901). Служил на броненосце «Севастополь» (1901—1902), крейсере «Разбойник» (1902—1904), броненосце «Петропавловск», вместе с которым погиб на рейде Порт-Артура[5].
        - Василий Дмитриевич Бодиско (20.4.1884 — 1956) — окончил Павловское военное училище (1904), служил в 3-м стрелковом Финляндском полку, в 1910 году был переведён в Морское ведомство. Кавалер орденов Св. Анны 3-й степени и Св. Станислава 3-й степени. Осенью 1918 года с семьёй бежал из Петрограда на Украину. Эмигрировал в Югославию[5].
          -  Владимир Васильевич Бодиско (1912, Санкт-Петербург — 12.4.1998, Маракай, Венесуэла). Кадет Крымского кадетского корпуса (в Югославии). Окончил агрономический факультет Белградского университета. В 1941 году зачислен ветеринаром в Русский корпус. Эмигрировал в Венесуэлу, преподавал в агрономической школе. Скрестив индийских зебу с быками голштинской породы, вывел адаптированную к местным условиям породу коров «Яракаль», которая сейчас распространена по всей Латинской Америке. Доктор наук, почётный профессор нескольких университетов мира. Секретарь правления «Объединения кадет» в Венесуэле, автор и редактор «Бюллетеня» — журнала кадетского объединения в Венесуэле (г. Каракас). Кавалер венесуэльского ордена «Андрес Бельо» (Orden de Andrés Bello), выдающегося за научные и культурные заслуги[5].

        -  Алексей Дмитриевич Бодиско (4.9.1885 — 1937) — морской офицер-артиллерист, инженер. Досрочно выпущен из кадетского корпуса, участвовал в Цусимском сражении старшим вахтенным офицером военного транспорта «Анадырь», награждён орденом Св. Станислава 3-й степени с мечами и бантом. В 1907 году поступил в Михайловскую артиллерийскую академию. В 1915 году «за постановку снарядного производства на бывшем заводе Крейтона» получил чин капитана 2-го ранга. После революции и закрытия завода перебрался с родителями и семьёй в Курскую губернию, позже в Киев. В 1919 году мобилизован в ВСЮР. С войсками Врангеля в 1920 году эвакуировался в Турцию, но на следующий год вернулся в Россию. С 1921 по 1929 год работал на суконной фабрике, потом в АО «Текстильстрой» в Москве. Арестован в августе 1930 года «за сокрытие воинского звания и работу не по специальности», сослан на 3 года под Вологду. По отбытии срока назначен в Николаев военпредом на военный завод. Репрессирован в 1937[5].

    - Андрей Андреевич Бодиско — штабс-капитан, адъютант инженер-генерала графа П. К. Сухтелена.
    -  Константин Андреевич Бодиско — отставной майор, служил в Могилёвской таможне.
      - Василий Константинович Бодиско (1826—1873) — Якутский гражданский губернатор, действительный статский советник.
      - Константин Константинович Бодиско (1831—1902) — генерал от кавалерии, член Военного совета Российской империи.
        -  Владимир Константинович Бодиско (20.3.1866 — после 1932) — генерал-майор (1915). Во время Гражданской войны — в Добровольческой армии и ВСЮР. В эмиграции в Югославии[6].

      - Елена Константиновна (1824—1904), жена А. В. Станкевича.

  -  Николай Андреевич Бодиско (12.9.1756 — 20.10.1815) — контр-адмирал (1808). Герой многих морских сражений. Участник Русско-шведских войн 1788—1790 и 1808—1809. С 1788 ода командовал кораблями «Сокол», «Премислав», «Надежда Благополучия», «Нептун», «Венус», «Эмгейтен». С 1803 года — «Всеволод» и «Ростислав». В 1808 года — командир десантного отряда на о. Готланд. В последние годы жизни восстанавливал ревельский порт и командовал Свеаборгской крепостью. С 1812 года — главный командир Свеаборгского порта. Женат на Амалии Каролине фон Вистингаузен.
    - Александр Николаевич Бодиско (1795—1862) — офицер гвардейской пехоты, генерал-майор (1843).
      -  Константин Александрович Бодиско (25.11.1847 — 5.2.1869) — секретарь русской миссии в Вашингтоне.
        -  Александр Константинович Бодиско (1869—1946) — камергер.

    -  Константин Николаевич Бодиско (1810—1882) — генерал-майор (1865), генерал-лейтенант (1874). Служил по армейской кавалерии. Участник польской кампании 1830—1831 годов. В браке с Анной Дмитриевной Гедеоновой детей не было; от второй жены, Паулины Николаевны Нирод, сын и 3 дочери (дочери умерли в младенчестве).